# East Acton metróállomás
Az East Acton a londoni metró egyik állomása a 2-es zónában, a Central line érinti.

## Története
Az állomást 1920. augusztus 3-án adták át a Central London Railway részeként.

## Forgalom
| Járat | Útvonal | Gyakoriság      |
| ----- | --- | --------------- |
|       | Epping – Theydon Bois – Debden – Loughton – Buckhurst Hill – Woodford – South Woodford – Snaresbrook – Leytonstone – Leyton – Stratford – Mile End – Bethnal Green – Liverpool Street – Bank – St. Paul’s – Chancery Lane – Holborn – Tottenham Court Road – Oxford Circus – Bond Street – Marble Arch – Lancaster Gate – Queensway – Notting Hill Gate – Holland Park – Shepherd’s Bush – White City – East Acton – North Acton – Hanger Lane – Perivale – Greenford – Northolt – South Ruislip – Ruislip Gardens – West Ruislip | 3-6 percenként  |
|       | Hainault – Fairlop – Barkingside – Newbury Park – Gants Hill – Redbridge – Wanstead – Leytonstone – Leyton – Stratford – Mile End – Bethnal Green – Liverpool Street – Bank – St. Paul’s – Chancery Lane – Holborn – Tottenham Court Road – Oxford Circus – Bond Street – Marble Arch – Lancaster Gate – Queensway – Notting Hill Gate – Holland Park – Shepherd’s Bush – White City – East Acton – North Acton – West Acton – Ealing Broadway                                                                                    | 5-10 percenként |

## Átszállási kapcsolatok
| Állomás    | Átszállási kapcsolatok            |
| ---------- | --------------------------------- |
| East Acton | Helyi buszok (East Acton Station) |

## Fordítás
- Ez a szócikk részben vagy egészben  az   East Acton tube station című angol Wikipédia-szócikk fordításán alapul.  Az eredeti cikk szerkesztőit annak laptörténete sorolja fel. Ez a jelzés csupán a megfogalmazás eredetét és a szerzői jogokat jelzi, nem szolgál a cikkben szereplő információk forrásmegjelöléseként.